# Chondrostoma kinzelbachi
Chondrostoma kinzelbachi é uma espécie de peixe actinopterígeo da família Cyprinidae.
Pode ser encontrada nos seguintes países: Síria e Turquia.
Os seus habitats naturais são: rios e rios intermitentes.
Esta espécie está ameaçada por perda de habitat.